# Drunk Dynasty
| Recensione | Giudizio |
| ---------- | -------- |
| AllMusic   |          |

Drunk Dynasty è il decimo album in studio del gruppo musicale pop punk statunitense Bowling for Soup, pubblicato nel 2016.

## Tracce
1. She Used to Be Mine – 2:08
2. Shit to Do – 3:40
3. Hey Diane – 3:38
4. Go to Bed Mad – 2:22
5. Catalyst – 4:20
6. She Doesn't Think That It's Ever Gonna Work Out – 2:59
7. Don't Be a Dick – 3:21
8. Stop Doing That – 2:31
9. Hey Jealousy (cover dei Gin Blossoms) – 2:59
10. As Happy as Happy Gets (feat. Kelly Ogden) – 4:47
11. Drinkin Beer on a Sunday – 3:17

Durata totale: 36:02

## Formazione
Bowling for Soup
- Jaret Reddick – voce, chitarra
- Chris Burney – chitarre, cori
- Erik Chandler – basso, cori
- Gary Wiseman – batteria

Produzione
- Jarinus (Jaret Reddick & Linus of Hollywood) – produttore
- Jay Ruston – missaggio
- John Douglas – assistente all'ingegnere del missaggio
- Paul Logus – mastering
- Dave Pearson – copertina